# Richard Avedon
Richard Avedon (New York, 15 mei 1923 – San Antonio (Texas), 1 oktober 2004) was een Amerikaans mode- en portretfotograaf.
Avedon werd geboren uit Joods-Russische ouders. In 1944 huwde hij Dorcas Nowell, die later model werd en onder de naam Doe Avedon gekend stond. Na vijf jaar strandde het huwelijk. In 1951 trouwde Avedon met Evelyn Franklin met wie hij een zoon heeft, John. Ook dit huwelijk zou op een scheiding uitlopen. Avedon overleed in 2004 op 81-jarige leeftijd ten gevolge van een beroerte.

## Werk
Avedon maakte naam als revolutionair modefotograaf. Toen hij in 1946 naar Parijs trok, werd modefotografie nog in de studio bedreven, met statische modellen als etalagepoppen. Avedon haalde de modellen uit de studio en trok er de wereld mee in, om zijn foto's zo dynamisch mogelijk te maken: hij wilde levende beelden creëren in plaats van poserende mannequins.
Ook de portretten die Avedon maakte zijn indrukwekkend. Hij focust daarbij op de mens, haalt die uit de context van de dagelijkse bezigheid en isoleert hem of haar in de leegheid van de studio. Hij drukt af op een onverwacht moment en slaagt er zo in de beroemden en machtigen der aarde te tonen op een verrassende manier: hun onbekende kant, zonder pose of voorspelbaarheid, altijd in zwart-wit. Hij ging in tegen "de traditie van de vleierij en leugens in de portretkunst", zoals hij het noemde. De machtigen maakt hij menselijk, de onbekenden geeft hij opvallend veel kracht.
Avedon was aan het werken aan een nieuw project, On Democracy, over de op til zijnde presidentsverkiezingen, toen hij stierf.

## Geportretteerde beroemdheden
Louis Armstrong, Francis Bacon, the Beatles, Samuel Beckett, Bob Dylan, Dwight D. Eisenhower, Robert Frank, Audrey Hepburn, Janis Joplin, John F. Kennedy, Nastassja Kinski, Groucho Marx, Marilyn Monroe, Henry Moore, Kate Moss, Roedolf Noerejev, Sly Stone, Igor Stravinsky, Andy Warhol en Malcolm X.

## Werk in openbare collecties (selectie) en eerbetoon
- Rijksmuseum Amsterdam[1]
- In 1991 werd de Hasselblad Award aan hem toegekend.

## Boeken
- Observations, 1959.
- Nothing Personal, 1964.
- Alice in Wonderland, 1973.
- Portraits, 1976.
- Portraits 1947-1977, 1978.
- In the American West, 1985.
- An Autobiography, 1993.
- Evidence, 1994.
- The Sixties, 1999.
- Made in France, 2001.
- Richard Avedon Portraits' 2002.
- Woman in the Mirror, 2005.
- Performance, 2008.
- Portraits of Power, 2008.